# عمر یاوو
عمر یاوو (انگلیسی: Omar Jawo؛ زادهٔ ۸ نوامبر ۱۹۸۱) بازیکن فوتبال اهل گامبیا بود.
از باشگاه‌هایی که در آن بازی کرده است می‌توان به باشگاه فوتبال اسکیلستونا و باشگاه فوتبال آشوری‌ها اشاره کرد.
وی همچنین در تیم ملی فوتبال گامبیا بازی کرده است.